# Jahan Dotson
Jahan Waltè Dotson (geboren am 22. März 2000 in Newark, New Jersey) ist ein US-amerikanischer American-Football-Spieler auf der Position des Wide Receivers. Er spielt für die Philadelphia Eagles in der National Football League (NFL). Zuvor spielte er College Football für die Penn State Nittany Lions in der NCAA Division I Football Bowl Subdivision (FBS) und wurde im NFL Draft 2022 in der ersten Runde von den Washington Commanders ausgewählt.

## Frühe Jahre
Dotson besuchte die Nazareth Area High School in Nazareth, Pennsylvania als Freshman, Sophomore und Senior. Als Junior besuchte er die Peddie School in Hightstown, New Jersey. Ursprünglich entschied er sich, für die UCLA Bruins der University of California, Los Angeles College Football zu spielen, aber später beschloss er, für die Penn State Nittany Lions der Pennsylvania State University College Football zu spielen.

## College
In seiner ersten Saison spielte Dotson in acht Spielen und konnte 13 Bälle für 203 Yards fangen. 2019 bestritt er alle 13 Spielen von Beginn an und konnte 27 Bälle für einen Raumgewinn von 488 Yards sowie fünf Touchdowns fangen.
in der folgenden Saison wurde Dotson der Nummer-Eins-Receiver der Nittany Lions, da K. J. Hamler die Nittany Lions in Richtung NFL verließ. Bei der 25:38-Niederlage gegen Ohio State konnte er acht Bälle für 144 Yards und drei Touchdowns fangen, obwohl er gegen All-American Shaun Wade spielte. Am Ende der Saison wurde er in das Third-Team All-Big Ten gewählt, nachdem er Pässe für 884 Yards, die meisten Yards aller Receiver in der Big Ten, sowie acht Touchdowns fangen konnte.
Am 7. Januar 2021 verkündete er, dass er für seine letzte Saison am College zurückkehren würde. Beim 31:14-Sieg gegen Maryland konnte er elf Pässe für 242 Yards fangen. Damit stellte er einen neuen Schulrekord für die meisten gefangenen Yards in einem Spiel auf. Nach der Saison wurde er in das First-Team All-Big Ten gewählt.

### Statistiken
| Saison                       | Team       | Spiele | Passspiel | Passspiel | Passspiel | Passspiel | Laufspiel | Laufspiel | Laufspiel | Laufspiel |
| Saison                       | Team       | Spiele | Rec       | Yds       | Avg       | TD        | Att       | Yds       | Avg       | TD        |
| ---------------------------- | ---------- | ------ | --------- | --------- | --------- | --------- | --------- | --------- | --------- | --------- |
| 2018                         | Penn State | 8      | 13        | 203       | 15,6      | 0         | 0         | 0         | 0,0       | 0         |
| 2019                         | Penn State | 13     | 27        | 488       | 18,1      | 5         | 2         | 0         | 0,0       | 0         |
| 2020                         | Penn State | 9      | 52        | 884       | 17,0      | 8         | 0         | 0         | 0,0       | 0         |
| 2021                         | Penn State | 12     | 91        | 1.182     | 13,0      | 12        | 6         | 18        | 3,0       | 1         |
| Karriere                     | Karriere   | 42     | 183       | 2.757     | 15,1      | 25        | 6         | 18        | 2,3       | 1         |
| Quelle: sports-reference.com |            |        |           |           |           |           |           |           |           |           |

## NFL
Dotson wurde im NFL Draft 2022 in der ersten Runde mit dem 16. Pick von den Washington Commanders ausgewählt, welche vorher mit den New Orleans Saints einen Trade abschlossen und so noch einen Dritt- und Viertrundenpick erhielten. Am 18. Mai 2022 unterschrieb er einen Vierjahresvertrag mit einer Teamoption für ein fünftes Jahr. In seiner ersten Saison 2022 bei den Washington Commanders konnte Dotson 35 Pässe für 523 Yards fangen und erzielte dabei sieben Touchdowns. In der Saison 2023 fing Dotson 49 Pässe für 418 Yards und vier Touchdowns. Am 22. August 2024 gaben die Commanders Dotson zusammen mit einem Fünftrundenpick im Austausch gegen einen Drittrundenpick und zwei Fünftrundenpicks an die Philadelphia Eagles ab.

### NFL-Statistiken
| 2022                               | WAS   | 12 | 10 | 35  | 523   | 14,9 | 61 | 7  | 0 | 0 |
| 2023                               | WAS   | 17 | 16 | 49  | 518   | 10,6 | 33 | 4  | 0 | 0 |
| 2024                               | PHI   | 17 | 6  | 19  | 216   | 11,4 | 36 | 0  | 0 | 0 |
| Total                              | Total | 46 | 32 | 103 | 1.257 | 12,2 | 61 | 11 | 0 | 0 |
| Quelle: pro-football-reference.com |       |    |    |     |       |      |    |    |   |   |